# سررو موهینورا
سررو موهینورا (به اسپانیایی: Cerro Mohinora) یک کوه در مکزیک است که در Guadalupe y Calvo Municipality, Chihuahua (state) واقع شده‌است. سررو موهینورا ۳٬۳۰۰ متر بالاتر از سطح دریا واقع شده‌است.